# كيان (طائرة نفاثة بدون طيار)
طائرة كيان بدون طيار : (بالإنجليزية: Kian UAV)‏ هي منتج قتالي تم تصميمه وبناؤه من قبل خبراء وحدة الطائرات المسيرة في الدفاع الجوي للجيش الإيراني. وتُعَد طائرة نفاثة بدون طيار إيرانية تم إنتاجها بنموذجين قادرين على مهام المراقبة والاستطلاع، ومهاجمة الأهداف. تتمكن طائرة كيان من الطيران لأكثر من 1000 كيلومتر في الساعة (620 ميل)، كما ويمكنها التحليق على إرتفاع 5000 متر (15000 قدم). ولها القدرة على حمل أنواع مختلفة من الذخيرة. وتحتل صناعة الطائرات المسيرة مساحة هامة من قطاع تطوير الصناعات العسكرية في المنطقة والعالم في الوقت الراهن، فَتَعَدُد مهامها زاد من أهمية امتلاكها واستخدامها، ولا تتوانى جمهورية إيران عن إنتاج طائرات بدون طيار لأهميتها الإستراتيجية لأمنها القومي بالذات. وتُعتبَر جمهورية إيران من البلدان الرائدة في صناعة الطائرات بدون طيار منذ زمن، وحققت تقدماً كبيراً في صناعة وتصميم وتطوير تلك الطائرات منذ حرب الخليج الأولى وحتى يومنا هذا.

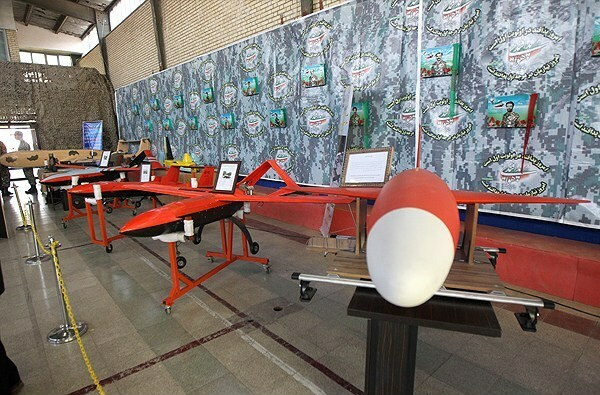
عرض طائرة كيان النفاثة في معرض إنجازات قاعدة الدفاع الجوي، في العاصمة الإيرانية طهران

## تصميم وإنتاج الطائرة
ركز مصمموا مقاتلة كيان المسيرة، على إنتاج طائرة تتميز بسرعة عالية والتحليق لفترة طويلة في إرتفاعات عالية. فكانت طائرة كيان بدون طيار. إن هذه الطائرة تم  تصميمها وإنتاجها واختبارها من قبل خبراء من قوات الدفاع الجوي الإيرانية في غضون عام تقريباً. حيث تم إنتاجها بالكامل من قبل وحدة الطائرات المسيرة في الدفاع الجوي للجيش الإيراني بأمر من القائد العام السابق للجيش الإيراني. ويأتي إنتاج طائرة كيان بعد أن أعلنت جمهورية إيران عن صناعة عدد كبير من الطائرات المسيرة المحلية في وقتٍ سابق. وقد عَمِلَت جمهورية إيران على تطوير صناعة أسلحة محلية كبيرة في مواجهة العقوبات والحظر الدولي الذي منعها من استيراد العديد من الأسلحة ونجحت في ذلك.

## مواصفات الطائرة
تتمتع طائرة كيان النفاثة بالقدرة على حمل أنواع عدة من الذخيرة، والعثور على هدفها بدقة ومن ثم توجيه ذخيرتها نحوه. حيث يمكن لهذه الطائرة بدون طيار التي تم إطلاقها عام 2019م أن تحمل ذخائر مختلفة تمكن القوات المسلحة الإيرانية من إصابة أهداف العدو وتأمين الدفاع الجوي في أراضيها. بالإضافة إلى أنها تضطلع بمهام الرصد والاستطلاع ومهاجمة الأهداف خارج البلاد بدقة عالية. وتتمكن طائرة كيان من الصعود على إرتفاع 5000 متر (15000 قدم)، والطيران لأكثر من 1000 كيلومتر في الساعة.

## الإعلان الرسمي
كشفت جمهورية إيران عن هذه الطائرة بدون طيار لأول مرة في مناورة عسكرية في ديسمبر 2013م. ثم بعد ذلك تم الإختبار التشغيلي لهذه الطائرة وكان ذلك عام 2014م. ولكنها بقية بعيدة عن الأنظار لعدة سنوات. حتى أعلنت جمهورية إيران يوم الأحد 1/ سبتمبر-أيلول/ 2019م وبشكل رسمي، عن طائرة مسيّرة قتالية جديدة باستطاعتها أن تضرب أهدافاً خارج حدود البلاد. ولها قدرة عالية في السرعة لمهام الاعتراض والاستطلاع، واستمرارية التحليق المرتفع لمهام التصويب بدقة عالية جداً. ويأتي الإعلان عن هذه الطائرة تزامناً مع الذكرى السنوية لتأسيس مقر خاتم الأنبياء للدفاع الجوي خلال العرض الصباحي لقوة الدفاع الجوي، في العاصمة الإيرانية طهران. ويأتي كشف جمهورية إيران عن هذه الطائرة في وقت أشركت فيه ثلاثة أنواع من طائراتها المسيرة في معرض ماكس الدولي للطيران الجوي 2019م في مطار جوكوفسكي بالعاصمة الروسية موسكو. والذي انعقد على مدار خمسة أيام. وشاركت في هذا المعرض طائرات (مهاجر 6 وأبابيل 3 وفطرس) المسيرة إيرانية الصنع.

## نماذج الطائرة
تنتمي هذه الطائرة إلى فئة الطائرات المسيرة القتالية التي تمتلك العديد من القدرات الهجومية، وتمت صناعتها بنموذجين مختلفين في الوظائف والمهمات. حيث تم الكشف عن اللونين الأبيض والبرتقالي منها، أحدهما مخصص لاعتراض الطائرات والأهداف المعادية ويطير بسرعات عالية. والثاني مخصص لأعمال الرصد والمراقبة.

## الإختبار التشغيلي
تم إختبار هذه الطائرة عام 2014م، وفقاً لما أورده موقع مشرق نيوز الإخباري، حيث صرح المتحدث بإسم القوات الجوية آنذاك، امير شاهرخ شهرام بأن الجيش الإيراني يجري المزيد من الإختبارات على طراز جديد من الطائرات المسيرة القتالية. وقد تم الإنتهاء بنجاح من الإختبار التشغيلي لطائرة كيان بدون طيار في تدريبات الجيش الإيراني. وقال امیر شاهرخ شهرام، في مقابلة مع أحد المراسلين. إن طائرة "كيان" التي تم بناؤها من الصفر إلى المائة من قبل خبراء قاعدة أو مقر خاتم الأنبياء للدفاع الجوي. خضعت لأول مرة لاختبار عملياتي بهدف تقييم أنظمة الرادار والصواريخ في هذا المعسكر.

## ردود أفعال
إيران
قائد قوة الدفاع الجوي:
أكد قائد قوة الدفاع الجوي الإيراني العميد علي رضا صباحي، وفق ما نقلت عنه وكالة أنباء الجمهورية الإسلامية الرسمية، أن هذه الطائرة التي أطلق عليها إسم "كيان" صممت وصنعت وجربت خلال عام فقط.
المتحدث باسم القوات الجوية
أعلن المتحدث بإسم القوات الجوية الإيرانية السابق، امير شاهرخ شهرام "إن هذه الطائرة التي تُستَخدَم كطائرة بدون طيار، تتحرك بسرعة تزيد عن 480 كيلومتراً في الساعة. وان السرعة العالية لهذه الطائرة النفاثة يمكنها تقييم أنظمة أسلحة الدفاع الجوي".
قناة خبر الإيرانية:
وفقاً لقناة (خبر) في جمهورية إيران، فإن الطائرة المسيرة الجديدة "ذات محرك نفاث"، وصممت في نوعين يتميزان بألوانهما البرتقالي والأبيض، وستضطلع بمهام الرصد والاستطلاع ومهاجمة الأهداف بدقة عالية، وهي قادرة أيضاً على حمل أنواع مختلفة من الذخيرة.